# Грачов Дмитро Олегович
Дмитро Олегович Грачов (5 грудня 1983, Львів) — український лучник, бронзовий призер Олімпійських ігор в Афінах (2004).
Дмитро Грачов тренувався в спортивному товаристві «Динамо» у Львові. Випускник Львівського державного університету фізичної культури.
Олімпійську медаль виборов на афінській Олімпіаді в командних змаганнях у складі збірної України.

## Політичні погляди
У переписці з Володимириром В'язівським, народним депутатом 5-го скликання, в якій йшлося про грошовий борг Д. Грачова, назвав українську мову «псячою».